# Supermarine S.6B
El Supermarine S.6B fue un hidroplano de competición británico, diseñado por Reginald Joseph Mitchell para la compañía Supermarine, con el objetivo de intentar conquistar el Trofeo Schneider de 1931. El S.6B marcó la culminación de la búsqueda de Mitchell de «perfeccionar el diseño del hidroavión de carreras» y fue el último en la línea de hidroaviones de competición desarrollados por Supermarine, anteriormente con los S.4, S.5 y S.6/S.6A.
El S.6B representó la vanguardia de la tecnología aerodinámica y "La experiencia de Mitchell en el diseño de los hidroaviones Trofeo Schneider, lo que le dio a él y a su equipo de diseño una valiosa experiencia en la producción de aviones de alta velocidad", contribuyendo en gran medida al desarrollo del caza Spitfire.

## Diseño y desarrollo

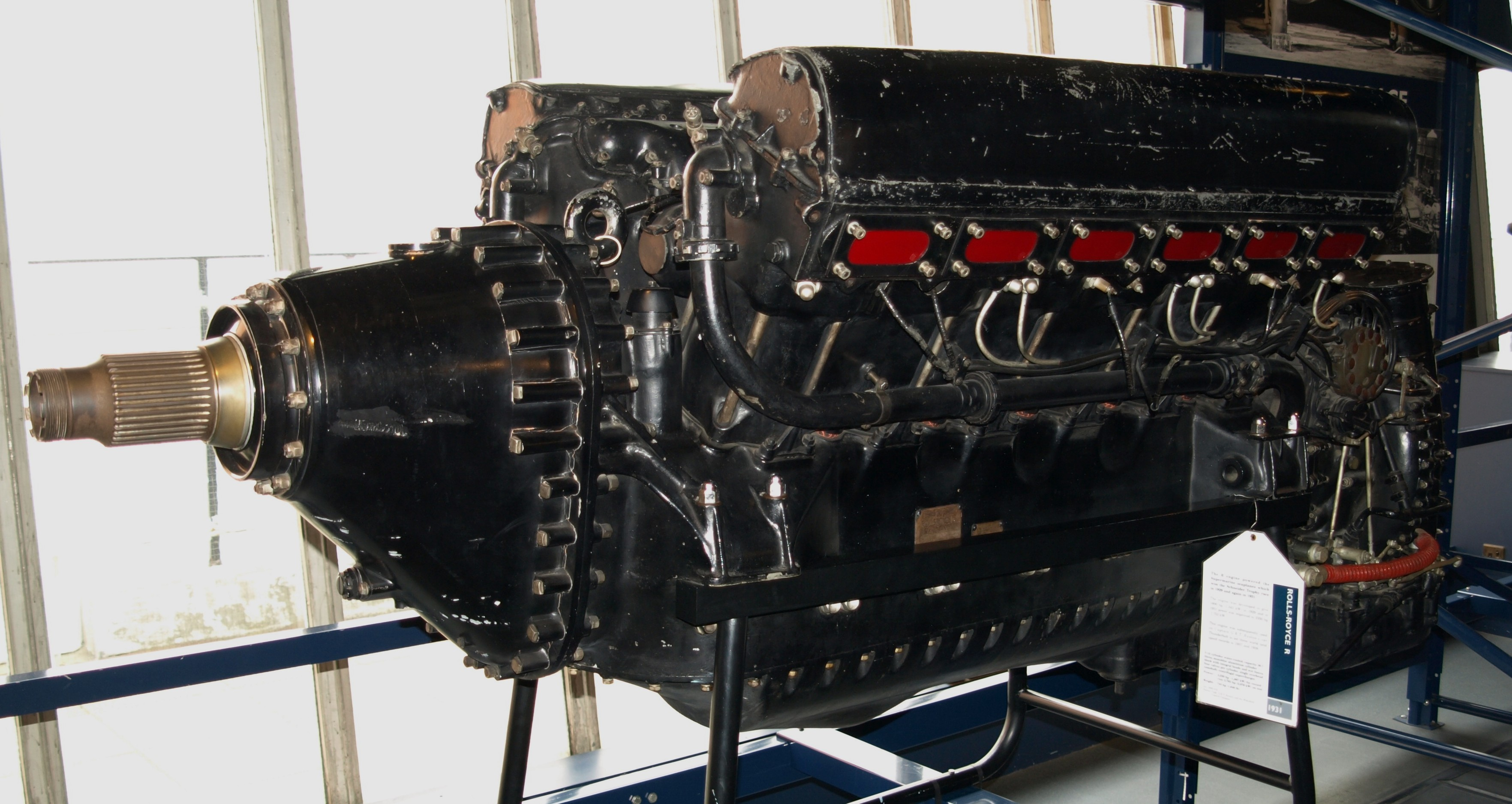
Motor Rolls-Royce R en el Science Museum, Londres.

A pesar de las anteriores victorias británicas, en 1927 y 1929, el Ministerio del Aire, tras la decisión de Ramsay MacDonald, sorprendió al Real Aero Club con el anuncio de que no sería ofrecida ninguna financiación adicional del Gobierno a los patrocinadores del Trofeo Schneider del país. Una suscripción pública de varios millones de libras esterlinas y la posterior presión de Lady Houston y varios periódicos, permitió que el Gobierno británico acordase con retraso el apoyo a la participación de la Real Fuerza Aérea para defender el trofeo. Había sólo nueve meses para prepararse, por lo tanto el diseñador de Supermarine, Reginald Mitchell, sólo pudo actualizar las células de S.6 que habían ganado el trofeo en 1929. Un intento fallido de reducir el peso del aparato para hacer frente a la alta velocidad resultó en una propuesta para convertir la configuración del S.6 en biplano. Esta propuesta no pasó más allá del "papel" del proyecto y fue cancelada en la carrera de rediseñar el avión anterior. Una mejora importante en el rendimiento se obtuvo cuando la firma Rolls-Royce consiguió aumentar la potencia del motor Type R de 1415 kW a 1715 kW (2300 hp).

## Historia operacional

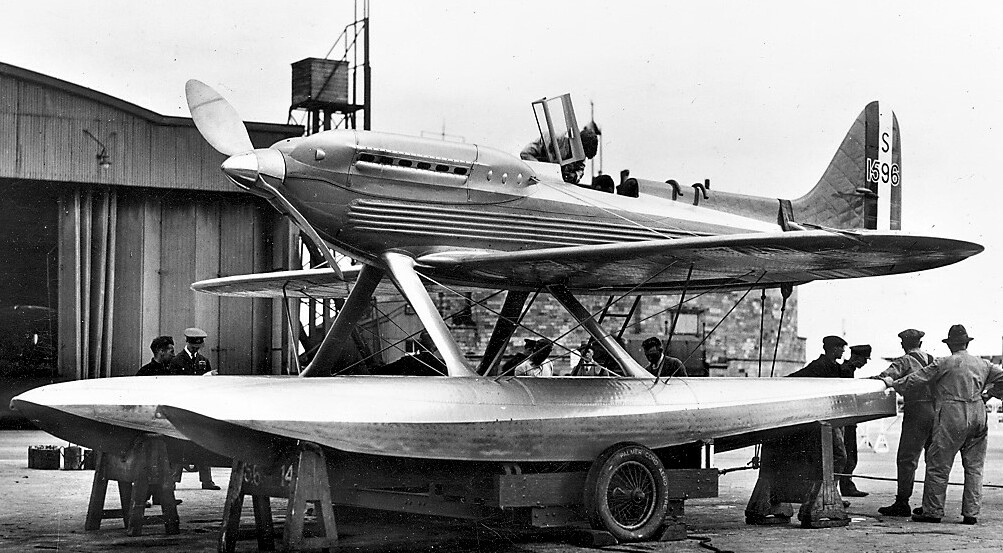
Supermarine S.6B, S1596.

Aunque en realidad el equipo británico no tenía competidores, el Destacamento de Alta Velocidad de la RAF llevó seis aviones de carreras Supermarine a Calshot Spit en el Southampton Water para entrenar y practicar. Los aviones eran: el S.5 N219, segundo en Venecia en 1927, el S.5 N220, ganador en Venecia en 1927, el S.6A N247, que ganó en Calshot en 1929, el S.6A N248, descalificado en Calshot en 1929, junto a los nuevos y no probados S.6B, el S1595 y el S1596.
El avión fue designado como Supermarine S.6B para diferenciarlo de la variante S.6A. El plan británico para el Trofeo Schneider era que el S1595 volara solo y si su velocidad no era lo suficientemente alta, o se encontraba con un fallo mecánico, el S.6A N248, más probado, volara el recorrido. Si el S1595 y el N248 fracasaban en sus intentos, se utilizaría el N247 de reserva. El S.6B S1596 fue el que realizó posteriormente el intento de récord mundial de velocidad. Durante los entrenamientos, el N247 resultó destruido en un fatal accidente en un despegue, lo que impidió cualquier otro plan con sólo dos S.6B y los S.6 supervivientes preparados para la recta final del Schneider.
El ganador del Trofeo Schneider fue pilotado por el teniente de vuelo John N. Boothman en el aparato con número de serie S1595 a una velocidad de 547,19 km/h, realizando siete vueltas perfectas del circuito triangular en el Solent, entre la Isla de Wight y la costa británica. Diecisiete días más tarde, el también teniente de vuelo George Stainforth, en el S.6B S1596, rompió el récord mundial de velocidad, alcanzando 655,67 km/h.
El S.6B es aclamado por dar el impulso al desarrollo del Supermarine Spitfire y del motor Rolls-Royce Merlin.

## Supervivientes

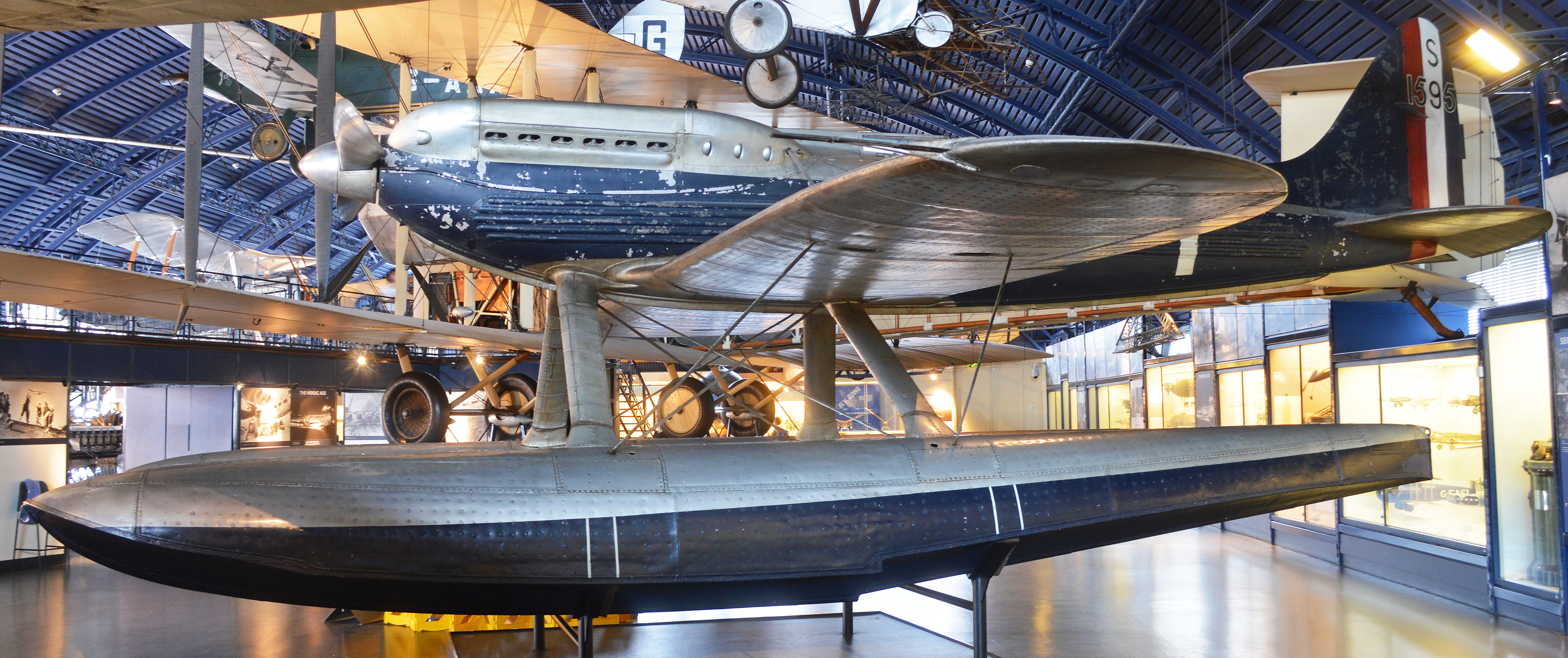
Supermarine S.6B ‘S1595’.

Después de la realización de los vuelos que consiguieron el récord, los dos S.6B fueron retirados. El ganador del Trofeo Schneider, el S.6B S1595, se donó al Museo de Ciencias en Londres, donde reside actualmente en un estado sin restaurar. Durante un corto período de tiempo, el S1596 fue probado en el Marine Aircraft Experimental Establishment (MAEE) en Felixstowe, pero su destino final es desconocido, aunque hasta la década de 1960, el S.6A N248 se exhibió incorrectamente como el S1596 en el Southampton Royal Pier como atracción turística.

## Operadores
Reino Unido
- Real Fuerza Aérea

## Especificaciones (S.6B)
Referencia datos: Supermarine Aircraft desde 1914

### Características generales
- Tripulación: Uno (piloto)
- Longitud: 8,8 m (28,8 ft)
- Envergadura: 9,1 m (30 ft)
- Altura: 3,7 m (12,2 ft)
- Superficie alar: 13,5 m² (145,3 ft²)
- Perfil alar: RAF 27[8]
- Peso vacío: 2082 kg (4588,7 lb)
- Peso cargado: 2760 kg (6083 lb)
- Planta motriz: 1× motor lineal V12 sobrealimentado refrigerado por líquido Rolls-Royce R.
  - Potencia: 1750 kW (2413 HP; 2380 CV)
- Hélices: Bipala metálica de paso fijo

### Rendimiento
- Velocidad máxima operativa (Vno): 656 km/h (408 MPH; 354 kt) (récord mundial de velocidad; 630 km/h en vuelo normal nivelado)
- Carga alar: 210 kg/m² (43 lb/ft²)
- Potencia/peso: 0,635 kW/kg (0,386 hp/lb)
- Velocidad de descenso: 153 km/h

## Aeronaves relacionadas

### Desarrollos relacionados
- Supermarine S.4
- Supermarine S.5
- Supermarine S.6

### Artículos similares
- Macchi M.C.72

### Secuencias de designación
- Secuencia Numérica (interna de Supermarine): ← 184 - 185 - 186 - 187 - 188 - 189 - 190 →
- Secuencia S._ (interna de Supermarine): ← S.5 - S.6 - S.6A - S.6B